# Neckera fasciculata
Neckera fasciculata là một loài rêu trong họ Neckeraceae. Loài này được (Sw. ex Hedw.) Arn. mô tả khoa học đầu tiên năm 1827.